# Grand Prix Emilia Romagna 2025
Grand Prix Emilia Romagna 2025 (oficiálně Formula 1 AWS Gran Premio del Made in Italy e dell'Emilia-Romagna 2025) se jela na okruhu Autodromo Enzo e Dino Ferrari v Imole v Itálii dne 18. května 2025. Závod byl sedmým v pořadí v sezóně 2025 šampionátu Formule 1.

## Kvalifikace
Kvalifikace se uskutečnila 17. května 2025 v 16:00 místního času (UTC+2).
| Poř.                        | Č. | Jezdec                | Konstruktér                  | Časy v kvalifikaci | Časy v kvalifikaci | Časy v kvalifikaci | Pořadí na startu |
| Poř.                        | Č. | Jezdec                | Konstruktér                  | Q1                 | Q2                 | Q3                 | Pořadí na startu |
| --------------------------- | -- | --------------------- | ---------------------------- | ------------------ | ------------------ | ------------------ | ---------------- |
| 1                           | 81 | Oscar Piastri         | McLaren-Mercedes             | 1:15.500           | 1:15.214           | 1:14.670           | 1                |
| 2                           | 1  | Max Verstappen        | Red Bull Racing-Honda RBPT   | 1:15.175           | 1:15.394           | 1:14.704           | 2                |
| 3                           | 63 | George Russell        | Mercedes                     | 1:15.852           | 1:15.334           | 1:14.807           | 3                |
| 4                           | 4  | Lando Norris          | McLaren-Mercedes             | 1:15.894           | 1:15.261           | 1:14.962           | 4                |
| 5                           | 14 | Fernando Alonso       | Aston Martin Aramco-Mercedes | 1:15.695           | 1:15.442           | 1:15.431           | 5                |
| 6                           | 55 | Carlos Sainz Jr.      | Williams-Mercedes            | 1:15.987           | 1:15.198           | 1:15.432           | 6                |
| 7                           | 23 | Alexander Albon       | Williams-Mercedes            | 1:16.123           | 1:15.521           | 1:15.473           | 7                |
| 8                           | 18 | Lance Stroll          | Aston Martin Aramco-Mercedes | 1:15.817           | 1:15.497           | 1:15.581           | 8                |
| 9                           | 6  | Isack Hadjar          | Racing Bulls-Honda RBPT      | 1:16.253           | 1:15.510           | 1:15.746           | 9                |
| 10                          | 10 | Pierre Gasly          | Alpine-Renault               | 1:15.937           | 1:15.505           | 1:15.787           | 10               |
| 11                          | 16 | Charles Leclerc       | Ferrari                      | 1:16.108           | 1:15.604           |                    | 11               |
| 12                          | 44 | Lewis Hamilton        | Ferrari                      | 1:16.163           | 1:15.765           |                    | 12               |
| 13                          | 12 | Andrea Kimi Antonelli | Mercedes                     | 1:15.943           | 1:15.772           |                    | 13               |
| 14                          | 5  | Gabriel Bortoleto     | Kick Sauber-Ferrari          | 1:16.340           | 1:16.260           |                    | 14               |
| 15                          | 43 | Franco Colapinto      | Alpine-Renault               | 1:16.256           | Bez času           |                    | 16               |
| 16                          | 30 | Liam Lawson           | Racing Bulls-Honda RBPT      | 1:16.379           |                    |                    | 15               |
| 17                          | 27 | Nico Hülkenberg       | Kick Sauber-Ferrari          | 1:16.518           |                    |                    | 17               |
| 18                          | 31 | Esteban Ocon          | Haas-Ferrari                 | 1:16.613           |                    |                    | 18               |
| 19                          | 87 | Oliver Bearman        | Haas-Ferrari                 | 1:16.918           |                    |                    | 19               |
| 107 % času vítěze: 1:20.437 |    |                       |                              |                    |                    |                    |                  |
| —                           | 22 | Júki Cunoda           | Red Bull Racing-Honda RBPT   | Bez času           |                    |                    | PL               |
| Zdroj:                      |    |                       |                              |                    |                    |                    |                  |

Poznámky
1. ↑  Franco Colapinto se kvalifikoval jako 15., obdržel ale penalizaci 1 místa na startu z důvodu vyjetí z boxů před potvrzením času restartu v Q1.
2. ↑  Júki Cunoda nestanovil žádná čas, do startu ale mohl odstartovat díky udělené výjimce. Do závodu odstartoval z boxů z důvodu přestavby monopostu během parc fermé.

## Závod
Závod se uskutečnil 18. května 2025 v 15:00 místního času (UTC+2).
| Poř.   | No. | Jezdec                | Konstruktér                  | Počet kol | Čas/Odstoupení | Start | Body |
| ------ | --- | --------------------- | ---------------------------- | --------- | -------------- | ----- | ---- |
| 1      | 1   | Max Verstappen        | Red Bull Racing-Honda RBPT   | 63        | 1:31:33.199    | 2     | 25   |
| 2      | 4   | Lando Norris          | McLaren-Mercedes             | 63        | +6.109         | 4     | 18   |
| 3      | 81  | Oscar Piastri         | McLaren-Mercedes             | 63        | +12.956        | 1     | 15   |
| 4      | 44  | Lewis Hamilton        | Ferrari                      | 63        | +14.356        | 12    | 12   |
| 5      | 23  | Alexander Albon       | Williams-Mercedes            | 63        | +17.945        | 7     | 10   |
| 6      | 16  | Charles Leclerc       | Ferrari                      | 63        | +20.774        | 11    | 8    |
| 7      | 63  | George Russell        | Mercedes                     | 63        | +22.034        | 3     | 6    |
| 8      | 55  | Carlos Sainz Jr.      | Williams-Mercedes            | 63        | +22.898        | 6     | 4    |
| 9      | 6   | Isack Hadjar          | Racing Bulls-Honda RBPT      | 63        | +23.586        | 9     | 2    |
| 10     | 22  | Júki Cunoda           | Red Bull Racing-Honda RBPT   | 63        | +26.446        | PL    | 1    |
| 11     | 14  | Fernando Alonso       | Aston Martin Aramco-Mercedes | 63        | +27.250        | 5     |      |
| 12     | 27  | Nico Hülkenberg       | Kick Sauber-Ferrari          | 63        | +30.296        | 17    |      |
| 13     | 10  | Pierre Gasly          | Alpine-Renault               | 63        | +31.424        | 10    |      |
| 14     | 30  | Liam Lawson           | Racing Bulls-Honda RBPT      | 63        | +32.511        | 15    |      |
| 15     | 18  | Lance Stroll          | Aston Martin Aramco-Mercedes | 63        | +32.993        | 8     |      |
| 16     | 43  | Franco Colapinto      | Alpine-Renault               | 63        | +33.411        | 16    |      |
| 17     | 87  | Oliver Bearman        | Haas-Ferrari                 | 63        | +33.808        | 19    |      |
| 18     | 5   | Gabriel Bortoleto     | Kick Sauber-Ferrari          | 63        | +38.572        | 14    |      |
| Ret    | 12  | Andrea Kimi Antonelli | Mercedes                     | 44        | Převodovka     | 13    |      |
| Ret    | 31  | Esteban Ocon          | Haas-Ferrari                 | 27        | Motor          | 18    |      |
| Zdroj: |     |                       |                              |           |                |       |      |

## Průběžné pořadí po závodě
|        | Pořadí | Jezdec          | Body |
| ------ | ------ | --------------- | ---- |
|        | 1      | Oscar Piastri   | 146  |
|        | 2      | Lando Norris    | 133  |
|        | 3      | Max Verstappen  | 124  |
|        | 4      | George Russell  | 99   |
|        | 5      | Charles Leclerc | 61   |
| Zdroj: |        |                 |      |

|        | Pořadí | Konstruktér                | Body |
| ------ | ------ | -------------------------- | ---- |
|        | 1      | McLaren-Mercedes           | 279  |
|        | 2      | Mercedes                   | 147  |
|        | 3      | Red Bull Racing-Honda RBPT | 131  |
|        | 4      | Ferrari                    | 114  |
|        | 5      | Williams-Mercedes          | 51   |
| Zdroj: |        |                            |      |